# Barbara Palvin
Barbara Palvin (n. 8 octombrie 1993 în Budapesta
) este un model din Ungaria, lucrând pentru Victorias Secret.